# Parksley
Parksley est une municipalité américaine située dans le comté d'Accomack en Virginie. Lors du recensement de 2010, sa population est de 842 habitants.

## Géographie
Selon le Bureau du recensement des États-Unis, la municipalité s'étend sur 0,62 mille carré (1,61 km2).

## Histoire

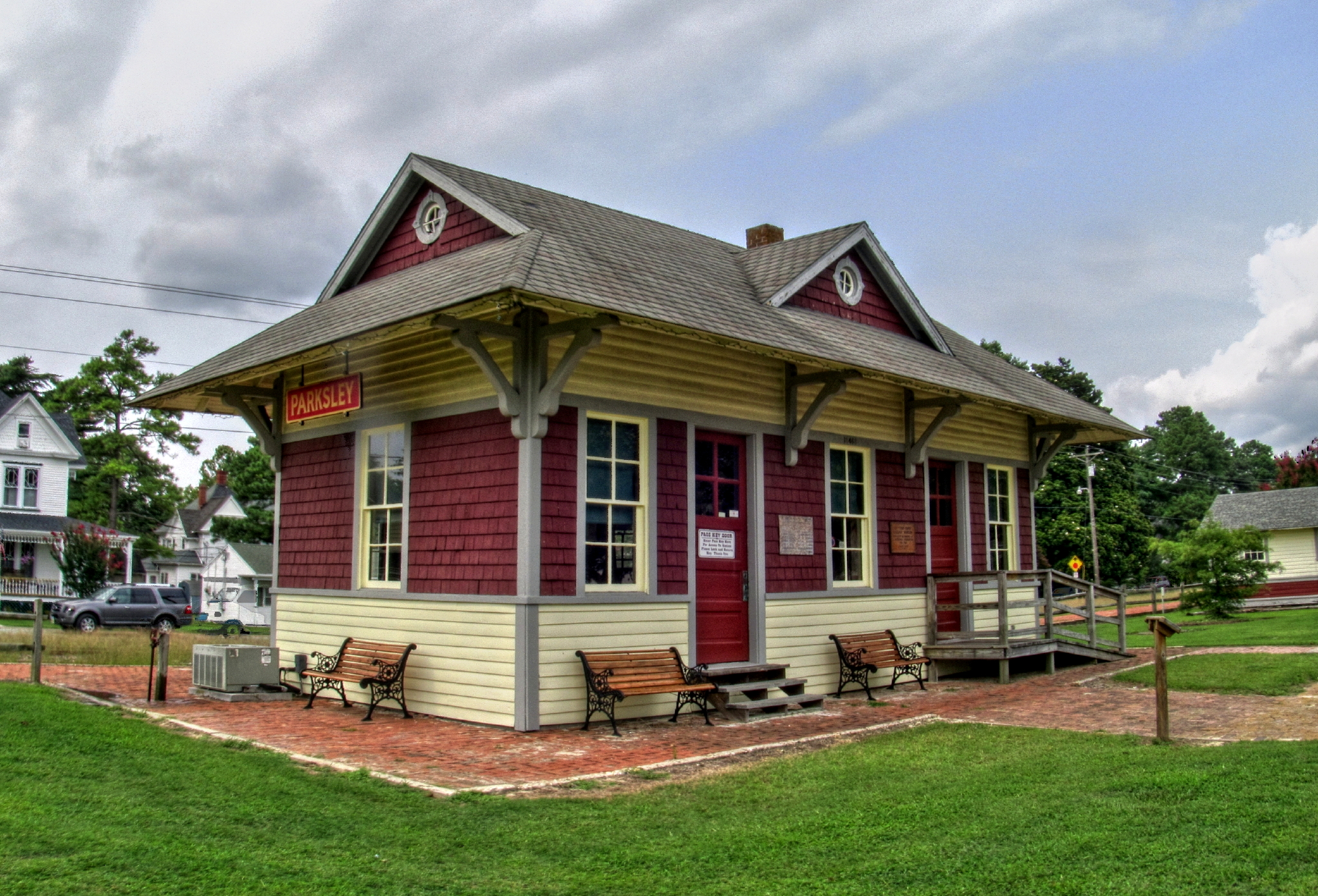
L'ancienne gare transformée en musée.

La localité est fondée peu après l'arrivée New York, Pennsylvania and Norfolk Railroad dans l'Eastern Shore de Virginie en 1884. Henry Bennett fonde la ville autour des voies ferrées, sur des terres appartenant autrefois à Edmund Bailey Parkes.
En 1904, le quartier afro-américain de Whitesville est séparé de la municipalité.